# Bernardino Spada
Bernardino Spada, italijanski rimskokatoliški duhovnik, škof in kardinal, * 21. april 1594, Brisighella, † 10. november 1661, Rim.

## Življenjepis
Leta 1623 je prejel duhovniško posvečenje.
4. decembra 1623 je bil imenovan za apostolskega nuncija v Franciji in 8. decembra istega leta je prejel škofovsko posvečenje.
19. januarja 1626 je bil povzdignjen v kardinala. Naslednje leto (1627) je postal uradnik v Rimski kuriji.
Pozneje je bil imenovan še na štiri škofovske položaje:
- 19. februar 1646 - škofija Albano,
- 29. april 1652 - škofija Frascati,
- 23. september 1652 - škofija Sabina in
- 11. oktober 1655 - škofija Palestrina.